# Ludwig Braun (Altphilologe)
Ludwig Braun (* 16. Mai 1943 in Köslin) ist ein deutscher Altphilologe.
Ludwig Braun studierte an der Universität Frankfurt am Main, wo er 1968 mit der Dissertation Die Cantica des Plautus promoviert wurde. 1978 folgte seine Habilitation für Klassische Philologie und Neulatein. 1985 folgte er dem Ruf auf eine C3-Professur für Klassische Philologie an der Universität Würzburg, wo er bis zu seiner Emeritierung (2008) wirkte.
Ludwig Braun ist Spezialist für die lateinische Literatur der Antike und der Frühen Neuzeit. 